# Televoorgeleiding
Televoorgeleiding is een techniek die politie en justitie gebruiken om verdachten voor te geleiden aan de hulpofficier van justitie. De hulpofficier kan vanaf elke locatie waar apparatuur staat voor deze techniek een voorgeleiding doen. Bij een voorgeleiding wordt in een gesprek met de verdachte de rechtmatigheid van de aanhouding getoetst. Ook wordt de verdachte verteld wat hem/haar verder te wachten staat.

## Voordelen
Door een hoogwaardige beeld- en geluidsweergave kunnen zowel de verbale als de non-verbale reacties van de verdachte worden waargenomen door de hulpofficier van justitie. De techniek werkt kosten- en tijdsbesparend. Door de techniek is het niet meer noodzakelijk dat de hulpofficier afreist naar het bureau waar de verdachte zich bevindt. Hij/zij kan zich daardoor meer richten op andere werkzaamheden. Ook politieagenten profiteren van deze nieuwe wijze van voorgeleiding. De tijd dat verbalisanten moeten wachten op de komst van de hulpofficier vervalt.

## Techniek
Televoorgeleiding is een vorm van videoconferentie en kan vergeleken worden met een telefoongesprek, met dien verstande dat men de andere partij kan horen en tevens kan zien, door middel van een beeldscherm. Door optimalisatie van de camera- en beeldscherminstellingen, wordt een hoogwaardige beeldweergave gerealiseerd welke in grootte overeenkomt met de fysieke afmetingen van de deelnemers. Naast de gegeven antwoorden ziet men dan ook de gezichtsuitdrukking en overige non-verbale reacties van de aangesproken partij, als een reactie op de vragensteller. Met behulp van deze voorziening kunnen tevens relevante documenten worden getoond, waarbij een visuele inspectie door de andere partij mogelijk gemaakt wordt. De hulpofficier van justitie heeft, vanaf de locatie waar hij/zij zich bevindt, de volledige controle over de bediening van de apparatuur op beide locaties. Het benodigde digitale netwerk ten behoeve van de televoorgeleiding is door middel van een zogenaamde "real-time" verbinding tot stand gebracht, waarbij er geen enkele vertraging en/of verminking is opgetreden in de registratie en weergave van het beeld en geluid.

## Toepassing
Televoorgeleiding wordt onder meer gebruikt door de politieregio's Friesland (2005), Gelderland-Midden (2007), IJsselland (2002), Noord-Holland (2004) Zeeland (2008) en Haaglanden (2014).  